# Catharina van Knibbergen

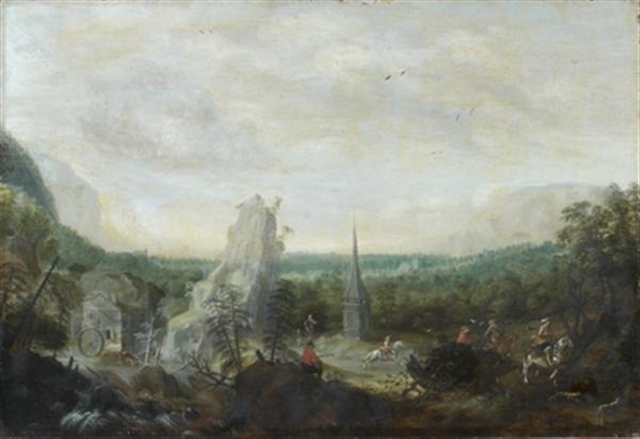
Soldados en un paisaje, óleo sobre tabla atribuido a Catharina van Knibbergen.

Catharina van Knibbergen fue una pintora de la Edad de Oro neerlandesa de oscura biografía, especializada en la pintura de paisaje.

## Biografía
Hija posiblemente del también pintor de paisajes François van Knibbergen, trabajó en La Haya influida por el pintor Bartholomeus Breenbergh. En 1634 Pieter Nootmans le dedicó unos versos en Jeugdige minne-spiegel, lo que indicaría que para entonces ya había alcanzado cierta fama. Conforme al Rijksbureau voor Kunsthistorische Documentatie (RKD), entre 1648 y 1660 estuvo inscrita en el gremio de San Lucas de La Haya a nombre de su esposo, Lucas de Hen, pero según el Digitaal Vrouwenlexicon van Nederland se trataría de una confusión con Catharina van der Snap, que tras quedar viuda de Hen contrajo matrimonio en 1653 con un tal Gerard de Witte, dándose la coincidencia de que en 1665 Catharina van Knibbergen aparezca también casada con un Gerard de Witte, oficial del ejército. Finalmente, según el diccionario biográfico de los Países Bajos dirigido por Van der Aa (1862), en 1656 se inscribió como pintora en la Confreriekamer van Pictura, escindida de la guilda. La entrega de una pintura a la Confrerie en 1660 y alguna mención en inventarios del mismo siglo XVII completan los escasos datos conocidos.